# Clément-Joseph Hannouche
Clément-Joseph Hannouche (ur. 27 marca 1950 w Kairze, zm. 9 kwietnia 2020 tamże) – duchowny Kościoła katolickiego obrządku syryjskiego, od 1996 do śmierci biskup Kairu. Sakry udzielił mu Ignacy Antoni II Hayek.